# Île Marion
L'île Marion est une île australe sud-africaine de l'océan Indien, à 1 756 km au sud-est de Port Elizabeth. Depuis 1995, c'est une réserve naturelle.
Avec l'île du Prince-Édouard, elles constituent les îles du Prince-Édouard.

## Histoire
L'archipel aurait été aperçu en 1663 par un navigateur hollandais, Barend Barendszoon Lam (nl), naviguant à bord du Maerseveen en route pour les Indes orientales. Il aurait nommé l'île la plus au nord, Dena (ou encore Denia ou Dina), et la seconde île Maerseven (du nom de son voilier). Mais il se trompa dans leur position en notant l'archipel à la latitude de 41° sud si bien que les expéditions hollandaises qui suivirent ne le trouvèrent pas. Il figure à cette latitude erronée sur une carte de l'océan Indien de Johannes Blaeu, cartographe de la Compagnie néerlandaise des Indes orientales, datant de 1665.
Redécouverte en janvier 1772, par la frégate française le Mascarin, commandée par Marc Joseph Marion du Fresne. Marion donne le nom de Terre de l'Espérance à l'île Marion qu'il pense être la pointe d'un vaste continent austral, et celui d'Île de la Caverne à celle du Prince-Édouard. Le Mascarin poursuit sa route vers l’est, découvrant et prenant possession de l' archipel Crozet. Le second, Julien Crozet, rencontra sur le voyage du retour, le capitaine James Cook au Cap et lui parla de l'archipel. Ce dernier décida d'aller voir les îles qu'il renomma Île du Prince-Édouard en l'honneur du 4e fils du roi George III, et Île Marion (Marion Island), du pseudonyme raccourci de Marion-Dufresne. Comme les autres navigateurs avant lui, il ne put y aborder.
Le premier débarquement enregistré sur les îles fut en 1799 par un groupe de chasseurs de phoques français de la Sally, comme pour beaucoup d'îles australes, ce sont des pêcheurs qui les abordèrent les premières fois. L'île fut de nouveau visitée par les chasseurs de morses au cours du XIXe siècle[réf. nécessaire]. L'explorateur James Clark Ross en route pour l'Antarctique essaya d'y aborder en 1840, sans succès. Ce fut finalement le capitaine britannique George Nares avec le HMS Challenger qui aborda l'île au cours d'une expédition océanographique autour du monde, des naturalistes y débarquèrent mais n'y restèrent que quelques heures, juste le temps d'étudier et de prélever des spécimens de faune et de flore.
Au début du XXe siècle, le gouvernement britannique fait au président du Conseil Émile Combes une demande de cession des îles Marion et du Prince-Édouard. Dans le gouvernement, seul le général Louis André, ministre de la Guerre, connaît l'existence des deux îles, et déclare que leur cession ne serait en rien gênant. Les Britanniques proclamèrent leur souveraineté sur l'île Marion.
À partir de 1908, ils accordèrent des licences à différentes compagnies pour l'exploitation du guano et des droits de chasses aux phoques et aux baleines [réf. souhaitée]. Malgré l’exploitation britannique, l’île figure encore dans le Code officiel géographique de 1943 comme étant sous souveraineté française comme faisant partie des Îles de l’Océan Austral (dépendances françaises intégrées en 1955 aux nouvelles Terres australes et antarctiques françaises, à l’exception de l’île Marion).
En 1947, ils transférèrent leur souveraineté sur l'archipel à l'Afrique du Sud, craignant qu'elle ne soit occupée par une tierce nation. Le 4 janvier 1948, la république sud-africaine en prit officiellement possession lors de l'opération Snoektown.
Le 22 septembre 1979, dans les environs de l'île Marion, fut détecté par un satellite américain ce qui a été considéré par certains comme un essai nucléaire de faible puissance appelé l'incident Vela.
Les Sud-Africains ont installé sur l'île une station météorologique puis un centre d'études en biologie dans le cadre du programme antarctique national sud-africain.
En 1995, l'archipel a été déclaré réserve naturelle.

## Géographie
L'île Marion se situe dans le Sud-Est de l'océan Indien, dans la zone dite des 40e rugissants. Elle est administrativement rattachée à la province du Cap-Occidental.
Elle n'a pas d'habitants permanents à l'exception des chercheurs et des membres de la station météo. Entre vingt et cinquante personnes résident sur l'île Marion.
Formée par l'un des pics jumeaux d'un volcan, l'autre étant l'île du Prince-Édouard à une vingtaine de kilomètres, elle connait encore une activité volcanique mineure.
Longue de 25 km pour une largeur de 20 km, sa superficie est de 290 km2. Son point culminant est le Mascarin Peak à 1 242 mètres, sommet constamment enneigé. Il est entouré par un grand nombre de cratères secondaires et de petits lacs. Le terrain est très bosselé et raviné, dû aux fréquentes précipitations de pluie et de neige.
La côte est rocheuse avec quelques plages de sable. L'île est entourée de varech, rendant la navigation difficile.
Le temps est généralement mauvais avec des précipitations fréquentes et de forts vents. Faibles en été, les températures restent en dessous de zéro pendant la période hivernale.

## Flore et faune
La végétation est très maigre, surtout constituée de fougères, de mousses et de lichens, pas d'arbre, du fait des vents violents, les fameux 40e rugissants. Tout comme aux Kerguelen, l'île possède une flore endémique de choux de Kerguelen (Pringlea antiscorbutica). Voir aussi l'article Flore des îles Kerguelen pour une comparaison avec les autres îles subantarctiques.
La faune est essentiellement constituée d'oiseaux et de mammifères marins (orque et baleine franche), comme les autres îles australes. L'île abrite une des rares colonies de cormorans royaux. Des souris, espèce arrivée avec les bateaux de pêche au XIXe siècle, ont causé des dégâts à la flore et aux insectes indigènes. Quatre chats introduits en 1949 pour les chasser se sont multipliés jusqu'à atteindre une population de 3 700 individus en 1979. Un sévère programme d'éradication a permis de reconstituer les populations d'oiseaux menacés comme les pétrels, manchots royaux, gorfous dorés…